# Turkestanische Steppenkerze
Die Turkestanische Steppenkerze (Eremurus turkestanicus) ist eine Pflanzenart aus der Gattung Steppenkerzen (Eremurus) in der Unterfamilie der Affodillgewächse (Asphodeloideae).

## Merkmale
Die Turkestanische Steppenkerze ist eine ausdauernde krautige Pflanze, die Wuchshöhen von 70 bis 100 Zentimeter erreicht. Sie bildet Rhizome aus. Der Stängel ist kahl. Die Laubblätter sind graugrün, kahl und 20 bis 45 Millimeter breit. 
Der Blütenstand ist locker, schmal zylindrisch und 30 bis 60 Zentimeter lang. Die Blütenstiele liegen am Stängel an. Die äußeren und inneren Perigonblätter sind lineal-lanzettlich, 9 bis 12 Millimeter lang und beide fast gleich breit. Die unteren sind weniger als doppelt so lang wie das Perigon und unter der Blüte verdickt. Die Kapselfrüchte weisen einen Durchmesser von 7 bis 8 Millimeter auf.
Die Blütezeit reicht von Juni bis Juli.

## Vorkommen
Die Turkestanische Steppenkerze kommt in West-Tian Shan und im West-Pamir-Alai in Halbwüstengebüsch und auf steinigen Wacholderfluren in Höhenlagen von 1100 bis 1800 Meter vor.

## Nutzung
Die Turkestanische Steppenkerze wird selten als Zierpflanze genutzt. Sie ist seit spätestens 1881 in Kultur.

## Belege
- Eckehart J. Jäger, Friedrich Ebel, Peter Hanelt, Gerd K. Müller (Hrsg.): Rothmaler - Exkursionsflora von Deutschland. Band 5: Krautige Zier- und Nutzpflanzen. Spektrum Akademischer Verlag, Berlin Heidelberg 2008, ISBN 978-3-8274-0918-8, S. 730.